# НБА в сезоні 2023–2024
Сезон НБА 2023–2024 був 78-им сезоном в Національній баскетбольній асоціації. Переможцями сезону стали «Бостон Селтікс», які здолали у фінальній серії «Даллас Маверікс».

## Регламент змагання
Участь у сезоні брали 30 команд, розподілених між двома конференціями — Східною і Західною, кожна з яких у свою чергу складалася з трьох дивізіонів.
По ходу регулярного сезону кожна з команд-учасниць провела по традиційні для Асоціації 82 гри. Нововведенням сезону стало упровадження Кубка НБА ;(під назвою середсезонний турнір), окремого турніру між командами НБА, ігри якого складали частину регулярного сезону НБА. Тобто результати ігор в рамках середсезонного турніру йшли як до його заліку, так і до заліку регулярного сезону НБА. Оскільки середсезонний турнір передбачав груповий і стадію алей-оф для 8 найкращих команд, то перед стартом регулярного сезону лише по 80 із його матчів були закладені до графіку кожної із команд. Ще по дві гри визначалися залежно від успіху або неуспіху конкретної команди у середсезонному турнірі.
До раунду плей-оф напряму виходили по шість найкращих команд кожної з конференцій. Ще по два учасники плей-оф від кожної конференції визначалися за результатами раунду плей-ін, учасниками якого ставали команди, що посіли місця із 7 по 10. Плей-оф відбувався за олімпійською системою, за якою найкраща команда кожної конференції починала боротьбу проти команди, яка посіла восьме місце у тій же конференції, друга команда конференції — із сьомою, і так далі. В усіх раундах плей-оф переможець кожної пари визначався в серії ігор, яка тривала до чотирьох перемог однієї з команд.Чемпіони кожної з конференцій, що визначалися на стадії плей-оф, для визначення чемпіона НБА зустрічалися між собою у Фіналі, що складався із серії ігор до чотирьох перемог.

## Регулярний сезон
Регулярний сезон тривав з 24 жовтня 2023 по 14 квітня 2024 року, найкращий результат по його завершенні мали «Бостон Селтікс».

### Підсумкові таблиці за дивізіонами
| Атлантичний дивізіон              | В  | П  | %П   | Відст | Дом   | Гост  | Див | І  |
| --------------------------------- | -- | -- | ---- | ----- | ----- | ----- | --- | -- |
| z – «Бостон Селтікс»              | 64 | 18 | .780 | 0.0   | 37–4  | 27–14 | 15‍–‍2  | 82 |
| x – «Нью-Йорк Нікс»               | 50 | 32 | .610 | 14.0  | 27–14 | 23–18 | 12‍–‍5  | 82 |
| x – «Філадельфія Севенті-Сіксерс» | 47 | 35 | .573 | 17.0  | 25–16 | 22–19 | 8‍–‍8   | 82 |
| «Бруклін Нетс»                    | 32 | 50 | .390 | 32.0  | 20–21 | 12–29 | 5‍–‍11  | 82 |
| «Торонто Репторз»                 | 25 | 57 | .305 | 39.0  | 14–27 | 11–30 | 1‍–‍15  | 82 |

| Південно-Східний дивізіон | В  | П  | %П   | Відст | Дом   | Гост  | Див | І  |
| ------------------------- | -- | -- | ---- | ----- | ----- | ----- | --- | -- |
| y – «Орландо Меджик»      | 47 | 35 | .573 | 0.0   | 29–12 | 18–23 | 9‍–‍7   | 82 |
| x – «Маямі Гіт»           | 46 | 36 | .561 | 1.0   | 22–19 | 24–17 | 13‍–‍3  | 82 |
| pi – «Атланта Гокс»       | 36 | 46 | .439 | 11.0  | 21–20 | 15–26 | 8‍–‍8   | 82 |
| «Шарлотт Горнетс»         | 21 | 61 | .256 | 26.0  | 11–30 | 10–31 | 6‍–‍10  | 82 |
| «Вашингтон Візардс»       | 15 | 67 | .183 | 32.0  | 7–34  | 8–33  | 4‍–‍12  | 82 |

| Центральний дивізіон     | В  | П  | %П   | Відст | Дом   | Гост  | Див | І  |
| ------------------------ | -- | -- | ---- | ----- | ----- | ----- | --- | -- |
| y – «Мілвокі Бакс»       | 49 | 33 | .598 | 0.0   | 31–11 | 18–22 | 10‍–‍7  | 82 |
| x – «Клівленд Кавальєрс» | 48 | 34 | .585 | 1.0   | 26–15 | 22–19 | 11‍–‍5  | 82 |
| x – «Індіана Пейсерз»    | 47 | 35 | .573 | 2.0   | 26–15 | 21–20 | 11‍–‍6  | 82 |
| pi – «Чикаго Буллз»      | 39 | 43 | .476 | 10.0  | 20–21 | 19–22 | 7‍–‍9   | 82 |
| «Детройт Пістонс»        | 14 | 68 | .171 | 35.0  | 7–33  | 7–35  | 2‍–‍14  | 82 |

| Південно-Західний дивізіон | В  | П  | %П   | Відст | Дом   | Гост  | Див | І  |
| -------------------------- | -- | -- | ---- | ----- | ----- | ----- | --- | -- |
| y – «Даллас Маверікс»      | 50 | 32 | .610 | 0.0   | 25–16 | 25–16 | 11‍–‍5  | 82 |
| x – «Нью-Орлінс Пеліканс»  | 49 | 33 | .598 | 1.0   | 21–19 | 28–14 | 9‍–‍7   | 82 |
| «Х'юстон Рокетс»           | 41 | 41 | .500 | 9.0   | 27–14 | 14–27 | 9‍–‍7   | 82 |
| «Мемфіс Ґріззліс»          | 27 | 55 | .329 | 23.0  | 9–32  | 18–23 | 8‍–‍8   | 82 |
| «Сан-Антоніо Сперс»        | 22 | 60 | .268 | 28.0  | 12–29 | 10–31 | 3‍–‍13  | 82 |

| Північно-Західний дивізіон  | В  | П  | %П   | Відст | Дом   | Гост  | Див | І  |
| --------------------------- | -- | -- | ---- | ----- | ----- | ----- | --- | -- |
| c – «Оклахома-Сіті Тандер»  | 57 | 25 | .695 | 0.0   | 33–8  | 24–17 | 12‍–‍4  | 82 |
| x – «Денвер Наггетс»        | 57 | 25 | .695 | 0.0   | 33–8  | 24–17 | 10‍–‍6  | 82 |
| x – «Міннесота Тімбервулвз» | 56 | 26 | .683 | 1.0   | 30–11 | 26–15 | 12‍–‍4  | 82 |
| «Юта Джаз»                  | 31 | 51 | .378 | 26.0  | 21–20 | 10–31 | 5‍–‍11  | 82 |
| «Портленд Трейл-Блейзерс»   | 21 | 61 | .256 | 36.0  | 11–30 | 10–31 | 1‍–‍15  | 82 |

| Тихоокеанський дивізіон      | В  | П  | %П   | Відст | Дом   | Гост  | Див | І  |
| ---------------------------- | -- | -- | ---- | ----- | ----- | ----- | --- | -- |
| y – «Лос-Анджелес Кліпперс»  | 51 | 31 | .622 | 0.0   | 25–16 | 26–15 | 9‍–‍7   | 82 |
| x – «Фінікс Санз»            | 49 | 33 | .598 | 2.0   | 25–16 | 24–17 | 9‍–‍9   | 82 |
| x – «Лос-Анджелес Лейкерс»   | 47 | 35 | .573 | 4.0   | 28–14 | 19–21 | 7‍–‍10  | 82 |
| pi – «Сакраменто Кінґс»      | 46 | 36 | .561 | 5.0   | 24–17 | 22–19 | 10‍–‍7  | 82 |
| pi – «Голден-Стейт Ворріорс» | 46 | 36 | .561 | 5.0   | 21–20 | 25–16 | 7‍–‍9   | 82 |

### Підсумкові таблиці за конференціями
| Східна конференція | Східна конференція                | Східна конференція | Східна конференція | Східна конференція | Східна конференція | Східна конференція |
| #                  | Команда                           | В                  | П                  | %П                 | Відст              | І                  |
| ------------------ | --------------------------------- | ------------------ | ------------------ | ------------------ | ------------------ | ------------------ |
| 1                  | z – «Бостон Селтікс» *            | 64                 | 18                 | .780               | –                  | 82                 |
| 2                  | x – «Нью-Йорк Нікс»               | 50                 | 32                 | .610               | 14.0               | 82                 |
| 3                  | y – «Мілвокі Бакс» *              | 49                 | 33                 | .598               | 15.0               | 82                 |
| 4                  | x – «Клівленд Кавальєрс»          | 48                 | 34                 | .585               | 16.0               | 82                 |
| 5                  | y – «Орландо Меджик» *            | 47                 | 35                 | .573               | 17.0               | 82                 |
| 6                  | x – «Індіана Пейсерз»             | 47                 | 35                 | .573               | 17.0               | 82                 |
| 7                  | x – «Філадельфія Севенті-Сіксерс» | 47                 | 35                 | .573               | 17.0               | 82                 |
| 8                  | x – «Маямі Гіт»                   | 46                 | 36                 | .561               | 18.0               | 82                 |
|                    |                                   |                    |                    |                    |                    |                    |
| 9                  | pi – «Чикаго Буллз»               | 39                 | 43                 | .476               | 25.0               | 82                 |
| 10                 | pi – «Атланта Гокс»               | 36                 | 46                 | .439               | 28.0               | 82                 |
| 11                 | «Бруклін Нетс»                    | 32                 | 50                 | .390               | 32.0               | 82                 |
| 12                 | «Торонто Репторз»                 | 25                 | 57                 | .305               | 39.0               | 82                 |
| 13                 | «Шарлотт Горнетс»                 | 21                 | 61                 | .256               | 43.0               | 82                 |
| 14                 | «Вашингтон Візардс»               | 15                 | 67                 | .183               | 49.0               | 82                 |
| 15                 | «Детройт Пістонс»                 | 14                 | 68                 | .171               | 50.0               | 82                 |

| Західна конференція | Західна конференція           | Західна конференція | Західна конференція | Західна конференція | Західна конференція | Західна конференція |
| #                   | Команда                       | В                   | П                   | %П                  | Відст               | І                   |
| ------------------- | ----------------------------- | ------------------- | ------------------- | ------------------- | ------------------- | ------------------- |
| 1                   | c – «Оклахома-Сіті Тандер» *  | 57                  | 25                  | .695                | –                   | 82                  |
| 2                   | x – «Денвер Наггетс»          | 57                  | 25                  | .695                | 0.0                 | 82                  |
| 3                   | x – «Міннесота Тімбервулвз»   | 56                  | 26                  | .683                | 1.0                 | 82                  |
| 4                   | y – «Лос-Анджелес Кліпперс» * | 51                  | 31                  | .622                | 6.0                 | 82                  |
| 5                   | y – «Даллас Маверікс» *       | 50                  | 32                  | .610                | 7.0                 | 82                  |
| 6                   | x – «Фінікс Санз»             | 49                  | 33                  | .598                | 8.0                 | 82                  |
| 7                   | x – «Нью-Орлінс Пеліканс»     | 49                  | 33                  | .598                | 8.0                 | 82                  |
| 8                   | x – «Лос-Анджелес Лейкерс»    | 47                  | 35                  | .573                | 10.0                | 82                  |
|                     |                               |                     |                     |                     |                     |                     |
| 9                   | pi – «Сакраменто Кінґс»       | 46                  | 36                  | .561                | 11.0                | 82                  |
| 10                  | pi – «Голден-Стейт Ворріорс»  | 46                  | 36                  | .561                | 11.0                | 82                  |
| 11                  | «Х'юстон Рокетс»              | 41                  | 41                  | .500                | 16.0                | 82                  |
| 12                  | «Юта Джаз»                    | 31                  | 51                  | .378                | 26.0                | 82                  |
| 13                  | «Мемфіс Ґріззліс»             | 27                  | 55                  | .329                | 30.0                | 82                  |
| 14                  | «Сан-Антоніо Сперс»           | 22                  | 60                  | .268                | 35.0                | 82                  |
| 15                  | «Портленд Трейл-Блейзерс»     | 21                  | 61                  | .256                | 36.0                | 82                  |

Легенда:
- z – Найкраща команда регулярного сезону НБА
- c – Найкраща команда конференції
- y – Переможець дивізіону
- x – Учасник плей-оф
- pi – Учасник плей-ін

## Плей-ін
У раунді плей-ін команди, що посіли із 7 по 10 місця у своїх конференціях за результатами регулярного чемпіонату,визначали між собою по два учасники плей-оф від кожної конференції. Турнір проводився з 16 по 19 квітня 2024. Команда, що посіла 7-ме місце у регулярному чемпіонаті, приймала команду, що фінішувала восьмою. Переможець цієї гри забезпечував собі участь у плей-оф як сьома команда конференції. Дев'ята команда регулярного чемпіонату приймала десяту у грі, в якій визначався учасник матчу, в якому розігрувалося восьме місце у плей-оф. Цей матч проводився проти команди, яка поступилася у грі сьомої і восьмої команд регулярної першості.

## Східна конференція
|  | Ігри плей-ін | Ігри плей-ін                  | Ігри плей-ін |    |  | Гра за 8 місце | Гра за 8 місце | Гра за 8 місце |  |   | Місця у плей-оф | Місця у плей-оф | Місця у плей-оф |
|  |              |                               |              |    |  |                |                |                |  |   |                 |                 |                 |
|  | 7            | «Філадельфія Севенті-Сіксерс» | 105          |    |  |                |                |                |  |   |                 |                 |                 |
|  | 8            | «Маямі Гіт»                   | 104          |    |  |                |                |                |  |   | 7               | Філадельфія     | 7-ме місце      |
|  |              |                               |              |    |  | 8              | Маямі          | 112            |  | 8 | Маямі           | 8-ме місце      |                 |
|  |              | 9                             | Чикаго       | 91 |  |                |                |                |  |   |                 |                 |                 |
|  | 9            | «Чикаго Буллз»                | 131          |    |  |                |                |                |  |   |                 |                 |                 |
|  | 10           | «Атланта Гокс»                | 116          |    |  |                |                |                |  |   |                 |                 |                 |

Жирним наведені переможці двобою

Курсивом наведені команди-господарі гри

## Західна конференція
|  | Ігри плей-ін | Ігри плей-ін            | Ігри плей-ін |    |  | Гра за 8 місце | Гра за 8 місце | Гра за 8 місце |  |   | Місця у плей-оф | Місця у плей-оф | Місця у плей-оф |
|  |              |                         |              |    |  |                |                |                |  |   |                 |                 |                 |
|  | 7            | «Нью-Орлінс Пеліканс»   | 106          |    |  |                |                |                |  |   |                 |                 |                 |
|  | 8            | «Лос-Анджелес Лейкерс»  | 110          |    |  |                |                |                |  |   | 8               | Л.А. Лейкерс    | 7-ме місце      |
|  |              |                         |              |    |  | 7              | Нью-Орлінс     | 105            |  | 7 | Нью-Орлінс      | 8-ме місце      |                 |
|  |              | 9                       | Сакраменто   | 98 |  |                |                |                |  |   |                 |                 |                 |
|  | 9            | «Сакраменто Кінґс»      | 118          |    |  |                |                |                |  |   |                 |                 |                 |
|  | 10           | «Голден-Стейт Ворріорс» | 94           |    |  |                |                |                |  |   |                 |                 |                 |

Жирним наведені переможці двобою

Курсивом наведені команди-господарі гри

## Плей-оф
Переможці пар плей-оф позначені жирним. Цифри перед назвою команди відповідають її позиції у підсумковій турнірній таблиці регулярного сезону конференції. Цифри після назви команди відповідають кількості її перемог у відповідному раунді плей-оф. Курсивом позначені команди, які мали перевагу власного майданчику (принаймі потенційно могли провести більшість ігор серії вдома).
|  | Перший раунд | Перший раунд                  | Перший раунд |   |                          | Півфінали конференції | Півфінали конференції | Півфінали конференції |    |         | Фінали конференції | Фінали конференції | Фінали конференції |  |    | Фінал НБА | Фінал НБА | Фінал НБА |
|  |              |                               |              |   |                          |                       |                       |                       |    |         |                    |                    |                    |  |    |           |           |           |
|  | E1           | «Бостон Селтікс»*             | 4            |   |                          |                       |                       |                       |    |         |                    |                    |                    |  |    |           |           |           |
|  | E8           | «Маямі Гіт»                   | 1            |   |                          |                       |                       |                       |    |         |                    |                    |                    |  |    |           |           |           |
|  | E8           | «Маямі Гіт»                   | 1            |   | E1                       | Бостон*               | 4                     |                       |    |         |                    |                    |                    |  |    |           |           |           |
|  |              |                               |              |   | E1                       | Бостон*               | 4                     |                       |    |         |                    |                    |                    |  |    |           |           |           |
|  |              | E4                            | Клівленд     | 1 |                          |                       |                       |                       |    |         |                    |                    |                    |  |    |           |           |           |
|  | E4           | E4                            | Клівленд     | 1 | «Клівленд Кавальєрс»     | 4                     |                       |                       |    |         |                    |                    |                    |  |    |           |           |           |
|  | E4           |                               |              |   |                          | 4                     |                       |                       |    |         |                    |                    |                    |  |    |           |           |           |
|  | E5           | «Орландо Меджик»*             | 3            |   |                          |                       |                       |                       |    |         |                    |                    |                    |  |    |           |           |           |
|  | E5           | «Орландо Меджик»*             | 3            |   |                          |                       |                       |                       | E1 | Бостон* | 4                  |                    |                    |  |    |           |           |           |
|  |              |                               |              |   |                          |                       |                       |                       | E1 | Бостон* | 4                  |                    |                    |  |    |           |           |           |
|  |              | E6                            | Індіана      | 0 |                          |                       |                       |                       |    |         |                    |                    |                    |  |    |           |           |           |
|  | E3           | E6                            | Індіана      | 0 | «Мілвокі Бакс»*          | 2                     |                       |                       |    |         |                    |                    |                    |  |    |           |           |           |
|  | E3           |                               |              |   |                          | 2                     |                       |                       |    |         |                    |                    |                    |  |    |           |           |           |
|  | E6           | «Індіана Пейсерз»             | 4            |   |                          |                       |                       |                       |    |         |                    |                    |                    |  |    |           |           |           |
|  | E6           | «Індіана Пейсерз»             | 4            |   | E6                       | Індіана               | 4                     |                       |    |         |                    |                    |                    |  |    |           |           |           |
|  |              |                               |              |   | E6                       | Індіана               | 4                     |                       |    |         |                    |                    |                    |  |    |           |           |           |
|  |              | E2                            | Нью-Йорк     | 3 |                          |                       |                       |                       |    |         |                    |                    |                    |  |    |           |           |           |
|  | E2           | E2                            | Нью-Йорк     | 3 | «Нью-Йорк Нікс»          | 4                     |                       |                       |    |         |                    |                    |                    |  |    |           |           |           |
|  | E2           |                               |              |   |                          | 4                     |                       |                       |    |         |                    |                    |                    |  |    |           |           |           |
|  | E7           | «Філадельфія Севенті-Сіксерс» | 2            |   |                          |                       |                       |                       |    |         |                    |                    |                    |  |    |           |           |           |
|  | E7           | «Філадельфія Севенті-Сіксерс» | 2            |   |                          |                       |                       |                       |    |         |                    |                    |                    |  | E1 | Бостон*   | 4         |           |
|  |              |                               |              |   |                          |                       |                       |                       |    |         |                    |                    |                    |  | E1 | Бостон*   | 4         |           |
|  |              | W5                            | Даллас*      | 1 |                          |                       |                       |                       |    |         |                    |                    |                    |  |    |           |           |           |
|  | W1           | W5                            | Даллас*      | 1 | «Оклахома-Сіті Тандер»*  | 4                     |                       |                       |    |         |                    |                    |                    |  |    |           |           |           |
|  | W1           |                               |              |   | «Оклахома-Сіті Тандер»*  | 4                     |                       |                       |    |         |                    |                    |                    |  |    |           |           |           |
|  | W8           | «Нью-Орлінс Пеліканс»         | 0            |   |                          |                       |                       |                       |    |         |                    |                    |                    |  |    |           |           |           |
|  | W8           | «Нью-Орлінс Пеліканс»         | 0            |   | W1                       | Оклахома-Сіті*        | 2                     |                       |    |         |                    |                    |                    |  |    |           |           |           |
|  |              |                               |              |   | W1                       | Оклахома-Сіті*        | 2                     |                       |    |         |                    |                    |                    |  |    |           |           |           |
|  |              | W5                            | Даллас*      | 4 |                          |                       |                       |                       |    |         |                    |                    |                    |  |    |           |           |           |
|  | W4           | W5                            | Даллас*      | 4 | «Лос-Анджелес Кліпперс»* | 2                     |                       |                       |    |         |                    |                    |                    |  |    |           |           |           |
|  | W4           |                               |              |   |                          | 2                     |                       |                       |    |         |                    |                    |                    |  |    |           |           |           |
|  | W5           | «Даллас Маверікс»*            | 4            |   |                          |                       |                       |                       |    |         |                    |                    |                    |  |    |           |           |           |
|  | W5           | «Даллас Маверікс»*            | 4            |   |                          |                       |                       |                       | W5 | Даллас* | 4                  |                    |                    |  |    |           |           |           |
|  |              |                               |              |   |                          |                       |                       |                       | W5 | Даллас* | 4                  |                    |                    |  |    |           |           |           |
|  |              | W3                            | Міннесота    | 1 |                          |                       |                       |                       |    |         |                    |                    |                    |  |    |           |           |           |
|  | W3           | W3                            | Міннесота    | 1 | «Міннесота Тімбервулвз»  | 4                     |                       |                       |    |         |                    |                    |                    |  |    |           |           |           |
|  | W3           |                               |              |   | «Міннесота Тімбервулвз»  | 4                     |                       |                       |    |         |                    |                    |                    |  |    |           |           |           |
|  | W6           | «Фінікс Санз»                 | 0            |   |                          |                       |                       |                       |    |         |                    |                    |                    |  |    |           |           |           |
|  | W6           | «Фінікс Санз»                 | 0            |   | W3                       | Міннесота             | 4                     |                       |    |         |                    |                    |                    |  |    |           |           |           |
|  |              |                               |              |   | W3                       | Міннесота             | 4                     |                       |    |         |                    |                    |                    |  |    |           |           |           |
|  |              | W2                            | Денвер       | 3 |                          |                       |                       |                       |    |         |                    |                    |                    |  |    |           |           |           |
|  | W2           | W2                            | Денвер       | 3 | «Денвер Наггетс»         | 4                     |                       |                       |    |         |                    |                    |                    |  |    |           |           |           |
|  | W2           |                               |              |   | «Денвер Наггетс»         | 4                     |                       |                       |    |         |                    |                    |                    |  |    |           |           |           |
|  | W7           | «Лос-Анджелес Лейкерс»        | 1            |   |                          |                       |                       |                       |    |         |                    |                    |                    |  |    |           |           |           |

* — переможці дивізіонів.

## Статистика

### Лідери за індивідуальними статистичними показниками
| Показник                    | Гравець           | Команда(и)              | Результат |
| --------------------------- | ----------------- | ----------------------- | --------- |
| Очки за гру                 | Лука Дончич       | «Даллас Маверікс»       | 33.9      |
| Підбирання за гру           | Домантас Сабоніс  | «Сакраменто Кінґс»      | 13.7      |
| Передачі за гру             | Тайріз Галібертон | «Індіана Пейсерз»       | 10.9      |
| Перехоплення за гру         | Деарон Фокс       | «Сакраменто Кінґс»      | 2.0       |
| Блокування за гру           | Віктор Вембаньяма | «Сан-Антоніо Сперс»     | 3.6       |
| Втрати за гру               | Трей Янг          | «Атланта Гокс»          | 4.4       |
| Порушення правил за гру     | Джарен Джексон    | «Мемфіс Ґріззліс»       | 3.6       |
| Хвилини за гру              | Демар Дерозан     | «Чикаго Буллз»          | 37.8      |
| % влучань з гри             | Деніел Геффорд    | «Вашингтон»/Dallas      | 72.5      |
| % влучань штрафних кидків   | Клей Томпсон      | «Голден-Стейт Ворріорс» | 92.7      |
| 3P%                         | Грейсон Аллен     | «Фінікс Санз»           | 46.1      |
| Рейтинг ефективності гравця | Нікола Йокич      | «Денвер Наггетс»        | 38.5      |
| Дабл-дабли                  | Домантас Сабоніс  | «Сакраменто Кінґс»      | 77        |
| Трипл-дабли                 | Домантас Сабоніс  | «Сакраменто Кінґс»      | 26        |

### Рекорди за гру
| Показник     | Гравець                 | Команда                | Результат |
| ------------ | ----------------------- | ---------------------- | --------- |
| Очки         | Лука Дончич             | «Даллас Маверікс»      | 73        |
| Підбирання   | Юсуф Нуркич             | «Фінікс Санз»          | 31        |
| Передачі     | Тайріз Галібертон       | «Індіана Пейсерз»      | 23        |
| Перехоплення | Шай Гілджеус-Александер | «Оклахома-Сіті Тандер» | 7         |
| Перехоплення | Герберт Джонс           | «Нью-Орлінс Пеліканс»  | 7         |
| Перехоплення | Ентоні Девіс            | «Лос-Анджелес Лейкерс» | 7         |
| Перехоплення | Tre Mann                | «Шарлотт Горнетс»      | 7         |
| Блокування   | Віктор Вембаньяма       | «Сан-Антоніо Сперс»    | 10        |
| Триочкові    | Кіген Мюррей            | «Сакраменто Кінґс»     | 12        |

### Команди-лідери за статистичними показниками
| Показник                  | Команда                       | Результат |
| ------------------------- | ----------------------------- | --------- |
| Очки за гру               | «Індіана Пейсерз»             | 123.3     |
| Підбирання за гру         | «Голден-Стейт Ворріорс»       | 46.7      |
| Передачі за гру           | «Індіана Пейсерз»             | 30.8      |
| Перехоплення за гру       | «Оклахома-Сіті Тандер»        | 8.5       |
| Перехоплення за гру       | «Філадельфія Севенті-Сіксерс» | 8.5       |
| Блокування за гру         | «Бостон Селтікс»              | 6.6       |
| Блокування за гру         | «Оклахома-Сіті Тандер»        | 6.6       |
| Втрати за гру             | «Юта Джаз»                    | 15.7      |
| Порушення правил за гру   | «Індіана Пейсерз»             | 21.4      |
| % влучань з гри           | «Індіана Пейсерз»             | 50.7      |
| % влучань штрафних кидків | «Юта Джаз»                    | 83.0      |
| 3P%                       | «Оклахома-Сіті Тандер»        | 38.9      |
| +/−                       | «Бостон Селтікс»              | +11.3     |

## Нагороди НБА

### Щорічні нагороди
| Нагорода                                                       | Лауреат(и)                                   | Фіналісти |
| -------------------------------------------------------------- | -------------------------------------------- | --- |
| Найцінніший гравець                                            | Нікола Йокич («Денвер Наггетс»)              | Шай Гілджеус-Александер («Оклахома-Сіті Тандер») Лука Дончич («Даллас Маверікс»)                                                                          |
| Найкращий захисний гравець                                     | Руді Гобер («Міннесота Тімбервулвз»)         | Едріс Адебайо («Маямі Гіт») Віктор Вембаньяма («Сан-Антоніо Сперс»)                                                                                       |
| Новачок року                                                   | Віктор Вембаньяма («Сан-Антоніо Сперс»)      | Chet Holmgren («Оклахома-Сіті Тандер») Брендон Міллер («Шарлотт Горнетс»)                                                                                 |
| Найкращий шостий гравець                                       | Наз Рід («Міннесота Тімбервулвз»)            | Malik Monk («Сакраменто Кінґс») Боббі Портіс («Мілвокі Бакс»)                                                                                             |
| Найбільш прогресуючий гравець                                  | Тайрез Максі («Філадельфія Севенті-Сіксерс») | Альперен Шенгюн («Х'юстон Рокетс») Кобі Вайт («Чикаго Буллз»)                                                                                             |
| Найкращий гравець у ключових моментах гри                      | Стефен Каррі («Голден-Стейт Ворріорс»)       | Демар Дерозан («Чикаго Буллз») Шай Гілджеус-Александер («Оклахома-Сіті Тандер»)                                                                           |
| Тренер року                                                    | Марк Дайно («Оклахома-Сіті Тандер»)          | Кріс Фінч («Міннесота Тімбервулвз») Джамаль Мослі («Орландо Меджик»)                                                                                      |
| Менеджер року                                                  | Бред Стівенс («Бостон Селтікс»)              | |
| Приз за спортивну поведінку                                    | Тайрез Максі («Філадельфія Севенті-Сіксерс») | |
| Нагорода найкращому одноклубнику імені Тваймена-Стоукса        | Майк Конлі («Міннесота Тімбервулвз»)         | |
| Нагорода за допомогу громаді                                   |                                              | |
| Лідер за соціальною справедливістю імені Каріма Абдул-Джаббара | Карл-Ентоні Таунс («Міннесота Тімбервулвз»)  | Едріс Адебайо («Маямі Гіт») Сі Джей Макколлум («Нью-Орлінс Пеліканс») Лінді Вотерс III («Оклахома-Сіті Тандер») Рассел Вестбрук («Лос-Анджелес Кліпперс») |
| NBA Hustle Award                                               | Алекс Карусо («Чикаго Буллз»)                | |

| - Перша збірна всіх зірок: - Янніс Адетокумбо, «Мілвокі Бакс» - Лука Дончич, «Даллас Маверікс» - Шай Гілджеус-Александер, «Оклахома-Сіті Тандер» - Нікола Йокич, «Денвер Наггетс» - Джейсон Тейтум, «Бостон Селтікс» | - Друга збірна всіх зірок: - Джейлен Брансон, «Нью-Йорк Нікс» - Ентоні Девіс, «Лос-Анджелес Лейкерс» - Кевін Дюрант, «Фінікс Санз» - Ентоні Едвардс, «Міннесота Тімбервулвз» - Каві Леонард, «Лос-Анджелес Кліпперс» | - Третя збірна всіх зірок: - Девін Букер, «Фінікс Санз» - Стефен Каррі, «Голден-Стейт Ворріорс» - Тайріз Галібертон, «Індіана Пейсерз» - Леброн Джеймс, «Лос-Анджелес Лейкерс» - Домантас Сабоніс, «Сакраменто Кінґс» |

| - Перша збірна всіх зірок захисту: - Едріс Адебайо, «Маямі Гіт» - Ентоні Девіс, «Лос-Анджелес Лейкерс» - Руді Гобер, «Міннесота Тімбервулвз» - Герб Джонс, «Нью-Орлінс Пеліканс» - Віктор Вембаньяма, «Сан-Антоніо Сперс» | - Друга збірна всіх зірок захисту: - Алекс Карусо, «Чикаго Буллз» - Джру Голідей, «Бостон Селтікс» - Джейден Макденіелс, «Міннесота Тімбервулвз» - Джейлен Саггс, «Орландо Меджик» - Деррік Вайт, «Бостон Селтікс» |

| - Перша збірна новачків: - Чет Голмгрен, «Оклахома-Сіті Тандер» - Хайме Хакес (молодший), «Маямі Гіт» - Брендон Міллер, «Шарлотт Горнетс» - Брендін Поджемскі, «Голден-Стейт Ворріорс» - Віктор Вембаньяма, «Сан-Антоніо Сперс» | - Друга збірна новачків: - Кійонте Джордж, «Юта Джаз» - Джі Джі Джексон, «Мемфіс Ґріззліс» - Дерек Лівлі II, «Даллас Маверікс» - Амен Томпсон, «Х'юстон Рокетс» - Кейсон Воллес , «Оклахома-Сіті Тандер» |

### Гравець тижня
| Тиждень                 | Східна конференція                                 | Західна конференція                                    | Ref    |
| ----------------------- | -------------------------------------------------- | ------------------------------------------------------ | ------ |
| 24–29 жовтня            | Тайрез Максі («Філадельфія Севенті-Сіксерс») (1/1) | Нікола Йокич («Денвер Наггетс») (1/2)                  | [ 17 ] |
| 30 жовтня – 5 листопада | Джейсон Тейтум («Бостон Селтікс») (1/1)            | Стефен Каррі («Голден-Стейт Ворріорс») (1/1)           | [ 18 ] |
| 6–12 листопада          | Джоел Ембід («Філадельфія Севенті-Сіксерс») (1/3)  | Ентоні Едвардс («Міннесота Тімбервулвз») (1/1)         | [ 19 ] |
| 13–19 листопада         | Джейлен Брансон («Нью-Йорк Нікс») (1/4)            | Деарон Фокс («Сакраменто Кінґс») (1/2)                 | [ 20 ] |
| 20–26 листопада         | Паоло Банкеро («Орландо Меджик») (1/1)             | Девін Букер («Фінікс Санз») (1/2)                      | [ 21 ] |
| 27 листопада – 3 грудня | Джуліус Рендл («Нью-Йорк Нікс») (1/1)              | Деарон Фокс («Сакраменто Кінґс») (2/2)                 | [ 22 ] |
| 11–17 грудня            | Янніс Адетокумбо («Мілвокі Бакс») (1/2)            | Лука Дончич («Даллас Маверікс») (1/4)                  | [ 23 ] |
| 18–24 грудня            | Джоел Ембід («Філадельфія Севенті-Сіксерс») (2/3)  | Джа Морант («Мемфіс Ґріззліс») (1/1)                   | [ 24 ] |
| 25–31 грудня            | Тайріз Галібертон («Індіана Пейсерз») (1/1)        | Шай Гілджеус-Александер («Оклахома-Сіті Тандер») (1/1) | [ 25 ] |
| 1–7 січня               | Джейлен Брансон («Нью-Йорк Нікс») (2/4)            | Альперен Шенгюн («Х'юстон Рокетс») (1/1)               | [ 26 ] |
| 8–14 січня              | Едріс Адебайо («Маямі Гіт») (1/1)                  | Лорі Маркканен («Юта Джаз») (1/1)                      | [ 27 ] |
| 15–21 січня             | Джоел Ембід («Філадельфія Севенті-Сіксерс») (3/3)  | Кевін Дюрант («Фінікс Санз») (1/1)                     | [ 28 ] |
| 22–28 січня             | Янніс Адетокумбо («Мілвокі Бакс») (2/2)            | Девін Букер («Фінікс Санз») (2/2)                      | [ 29 ] |
| 29 січня – 4 лютого     | Трей Янг («Атланта Гокс») (1/1)                    | Каві Леонард («Лос-Анджелес Кліпперс») (1/1)           | [ 30 ] |
| 5–11 лютого             | Донован Мітчелл («Клівленд Кавальєрс») (1/1)       | Лука Дончич («Даллас Маверікс») (2/4)                  | [ 31 ] |
| 26 лютого – 3 березня   | Джейлен Браун («Бостон Селтікс») (1/1)             | Леброн Джеймс («Лос-Анджелес Лейкерс») (1/1)           | [ 32 ] |
| 4–10 березня            | Демар Дерозан («Чикаго Буллз») (1/1)               | Лука Дончич («Даллас Маверікс») (3/4)                  | [ 33 ] |
| 11–17 березня           | Джейлен Брансон («Нью-Йорк Нікс») (3/4)            | Джейлен Грін («Х'юстон Рокетс») (1/1)                  | [ 34 ] |
| 18–24 березня           | Деррік Вайт («Бостон Селтікс») (1/1)               | Ентоні Девіс («Лос-Анджелес Лейкерс») (1/1)            | [ 35 ] |
| 25–31 березня           | Дежонте Маррей («Атланта Гокс») (1/1)              | Лука Дончич («Даллас Маверікс») (4/4)                  | [ 36 ] |
| 1–7 квітня              | Крістапс Порзінгіс («Бостон Селтікс») (1/1)        | Кайрі Ірвінг («Даллас Маверікс») (1/1)                 | [ 37 ] |
| 8–14 квітня             | Джейлен Брансон («Нью-Йорк Нікс») (4/4)            | Нікола Йокич («Денвер Наггетс») (2/2)                  | [ 38 ] |

### Гравець місяця
| Місяць           | Східна конференція                           | Західна конференція                                    | Ref    |
| ---------------- | -------------------------------------------- | ------------------------------------------------------ | ------ |
| жовтень/листопад | Джейсон Тейтум («Бостон Селтікс») (1/2)      | Нікола Йокич («Денвер Наггетс») (1/1)                  | [ 39 ] |
| грудень          | Янніс Адетокумбо («Мілвокі Бакс») (1/1)      | Шай Гілджеус-Александер («Оклахома-Сіті Тандер») (1/1) | [ 40 ] |
| січень           | Донован Мітчелл («Клівленд Кавальєрс») (1/1) | Девін Букер («Фінікс Санз») (1/1)                      | [ 41 ] |
| лютий            | Джейсон Тейтум («Бостон Селтікс») (2/2)      | Лука Дончич («Даллас Маверікс») (1/2)                  | [ 42 ] |
| березень         | Джейлен Брансон («Нью-Йорк Нікс») (1/1)      | Лука Дончич («Даллас Маверікс») (2/2)                  | [ 43 ] |

### Новачок місяця
| Місяць           | Східна конференція                         | Західна конференція                           | Ref    |
| ---------------- | ------------------------------------------ | --------------------------------------------- | ------ |
| жовтень/листопад | Хайме Хакес (молодший) («Маямі Гіт») (1/2) | Chet Holmgren («Оклахома-Сіті Тандер») (1/2)  | [ 39 ] |
| грудень          | Хайме Хакес (молодший) («Маямі Гіт») (2/2) | Чет Голмгрен(«Оклахома-Сіті Тандер») (2/2)    | [ 40 ] |
| січень           | Брендон Міллер («Шарлотт Горнетс») (1/3)   | Віктор Вембаньяма («Сан-Антоніо Сперс») (1/3) | [ 41 ] |
| лютий            | Brandon Miller («Шарлотт Горнетс») (2/3)   | Віктор Вембаньяма («Сан-Антоніо Сперс») (2/3) | [ 42 ] |
| березень         | Brandon Miller («Шарлотт Горнетс») (3/3)   | Віктор Вембаньяма («Сан-Антоніо Сперс») (3/3) | [ 43 ] |

### Тренер місяця
| Місяць           | Східна конференція                     | Західна конференція                       | Ref    |
| ---------------- | -------------------------------------- | ----------------------------------------- | ------ |
| жовтень/листопад | Джамаль Мослі («Орландо Меджик») (1/1) | Кріс Фінч («Міннесота Тімбервулвз») (1/1) | [ 39 ] |
| грудень          | Джо Мазулла («Бостон Селтікс») (1/2)   | Тайрон Лу («Лос-Анджелес Кліпперс») (1/2) | [ 40 ] |
| січень           | Том Тібодо («Нью-Йорк Нікс») (1/1)     | Тайрон Лу («Лос-Анджелес Кліпперс») (2/2) | [ 41 ] |
| лютий            | Ерік Споулстра («Маямі Гіт») (1/1)     | Стів Керр («Голден-Стейт Ворріорс») (1/1) | [ 42 ] |
| березень         | Джо Мазулла («Бостон Селтікс») (2/2)   | Іме Удока («Х'юстон Рокетс») (1/1)        | [ 43 ] |